# Конвой M-27
Конвой M-27 — японський конвой часів Другої світової війни, проведення якого відбувалось у липні 1944-го.
М-27 належав до серії конвоїв, які в 1943—1944 роках ходили між островом Хальмахера в Молуккському архіпелазі (північний схід Нідерландської Ост-Індії) та важливим транспортним хабом у Манілі. Зазвичай вони йшли прямим маршрутом через північно-східну частину моря Сулавесі, проте на момент проходження М-27 це вже вважалось занадто ризикованим і тепер судна спершу прямували до північно-східного завершення острова Сулавесі.
До складу конвою увійшли транспорти «Рьочі-Мару» (Ryochi Maru), «Ширагама-Мару» (Shirahama Maru), «Сінкоку-Мару» (Shinkoku Maru) та «Гавр-Мару» (Havre Maru). Охорону забезпечували мисливці за підводними човнами CH-41 та CH-46 і патрульний корабель PB-104 (можливо відзначити, що всі кораблі ескорту за кілька діб до того прибули на острів Хальмахера з Маніли в конвої H-31).
Конвой вирушив у дорогу 15 липня 1944-го і 16 липня досягнув Бітунгу (північно-східне завершення Сулавесі).
21 липня 1944-го з Бітунгу в перехід до Маніли рушили щонайменше «Рьочі-Мару», CH-41, CH-46 та PB-104. Щодо «Ширагама-Мару» також можливо зустріти відомості про його вихід з Бітунгу 21 липня, водночас 5 серпня цей транспорт знову (або все ще) перебував у Бітунгу, де був потоплений ворожою авіацією.